# جيمس ماريون سيمز
جيمس ماريون سيمز (بالإنجليزية: James Marion Sims)‏ (25 يناير 1813 - 13 نوفمبر 1883) (المعروف باسم ماريون سيمز)، وهو طبيب أمريكي الجنسية، ورائد في مجال الجراحة، حتى عُرف باسم «أبو أمراض النساء الحديثة». وقد عمل على تطوير تقنية جراحية لإصلاح الناسور المثاني المهبلي وتُعد تلك التقنية أشهر وأهم أعماله.
عُرف عن سيمز استخدام النساء الأمريكيات من أصل أفريقي المستعبدات، في تجاربه لتطوير هذه التقنية الجراحية المهمة. وقد اعتبر العديد من المؤرخين والأخلاقيين الحديثين أن هذا العمل غير أخلاقي. وقد وصف الطبيب سيمز بأنه «مثال بارز على تحقيق التقدم في مهنة الطب على حساب الضعفاء». أما مؤيدين سيمز فيرون أن ممارساته تتفق مع الممارسات الطبية المقبولة في ذلك الوقت، وأنها كانت بهدف الوصول لتقنيات علاجية، حيث أُجريت على نساء كنّ يعانين من حالات مرضية كارثية.

## النشأة والتعليم والوظيفة

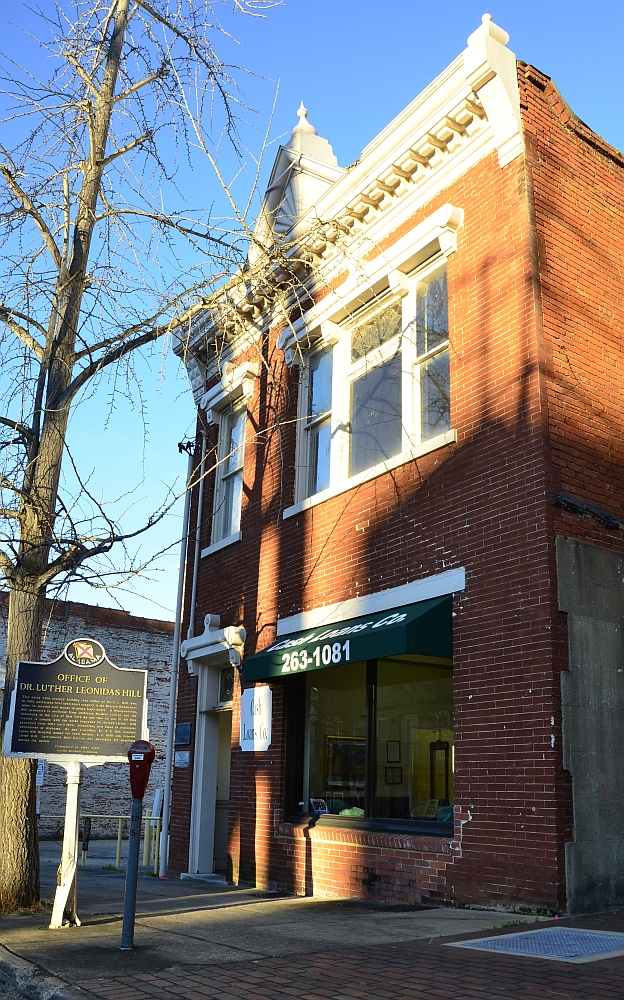
عيادة سيمز في ألاباما.

ولد جيمس ماريون سيمز في مقاطعة لانكستر بولاية كارولينا الجنوبية. وقد عاشت عائلة سيمز في السنوات ال 12 الأولى من عمره في قرية لانكستر شمال هانجينغ روك كريك، حيث امتلك والده متجرًا.
بعد أن تم انتخاب والده كرئيس لمقاطعة لانكستر، أرسل سيمز في عام 1825 إلى أكاديمية فرانكلين التي أنشئت حديثًا. وفي عام 1832، بعد عامين من الدراسة في كلية كارولينا الجنوبية، حيث كان عضوا في جمعية يوفراديان، أخذ سيمز دورة تدريبية لمدة ثلاثة أشهر في كلية الطب في مدينة تشارلستون. ثم انتقل إلى فيلادلفيا، بنسلفانيا في عام 1834، والتحق بكلية جيفرسون الطبية، وتخرج منها في عام 1835. عاد إلى لانكستر مسقط رأسه لممارسة الطب كمهنة. ولكن بعد وفاة أول مريضين له، غادر سيمز إلى ألاباما.
عاد سيمز إلى لانكستر عام 1836 ليتزوج تيريزا جونز، والتي كان قد التقى بها في شبابه في أكاديمية فرانكلين. وانتقل الزوجان في عام 1840 إلى ألاباما مجددًا، ليستمر سيمز في ممارسة الجراحة وطب أمراض النساء.

## تجاربه الطبية على النساء الأمريكيات من أصل أفريقي
في القرن التاسع عشر، كانت حالة الناسور المثاني المهبلي تمثل مشكلة شائعة ومدمرة اجتماعيًا، وهي أحد المضاعفات الكارثية للولادة التي لم يكن لها علاج فعال في ذلك الوقت. ويعد الناسور المثاني المهبلي قناةً غير طبيعية تربط بين المثانة والمهبل تسمح بتسريب لا إرادي مستمر للبول من المثانة للمهبل. وغالبًا ما تنتج عن عمليات الولادة التي تستغرق فترة طويلة، حيث يضغط رأس الطفل عى عظم حوض الأم مما يؤدي لتوقف تدفق الدم لجداريّ المثانة والمهبل، فتتآكل الأنسجة أو تموت مخلِّفةً فُتحة تصل بينهما.
يعبر البول من خلال هذه القناة من المثانة للمهبل بشكل لا إرادي، فتعاني السيدة من أحد أشكال «سلس البول». يصحب ذلك التهابات وتهيج بجدار المهبل، بالإضافة لمشاكل اجتماعية ونفسية للمريضة نتيجة تسريب البول عبر المهبل.
وحتى منتصف القرن التاسع عشر، لم يكن طب أمراض النساء مجالاً متقدما بقوة، حيث اعتبرت الأعراف الاجتماعية الدراسة الطبية وفحص التشريح الإنجابي للمرأة عملًا غير أخلاقي. فكان يتم تدريب الأطباء في كثير من الأحيان داخل كليات الطب على أشكال من الدمى. فلا يتسنى للطبيب رؤية حالة فعلية لسيدة حقيقية حتى يبدأ ممارساته للطب. حتى أن الطبيب سيمز لم يكن لديه خلفية رسمية في أمراض النساء قبل البدء في ممارسته في ولاية ألاباما
وعندما جاءت إحدى السيدات للشكوى من إصابة بالحوض نتيجة السقوط أثناء امتطاء حصان، وضعها سيمز في موضع ثني الركبة إلى الصدر وقام بإدخال إصبعه في المهبل مما سمح لسيمز برؤية المهبل بشكل واضح، مما ألهمه لصنع بعض أدوات الفحص والعلاج المستخدمة في علاج أمراض النساء. كما قام بتطوير تقنيات أصبحت أساس الجراحة المهبلية الحديثة ومنها المنظار المهبلي. كما قام بوضع طرق لفحص المستقيم من خلال اوضاع محددة تتخذها المريضة من شأنها أن تسهل الفحص وتجعله أكثر وضوحًا للطبيب.

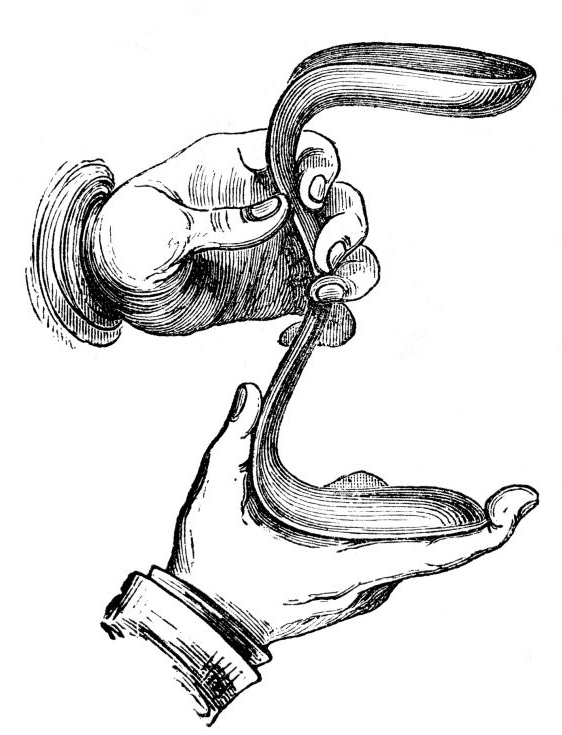
منظار سيمز

وفي الفترة من 1845 إلى 1849، بدأ سيمز بمدينة مونتجومري، ألاباما إجراء تجارب على النساء الرقيق لعلاج مشاكل المهبل. حيث قام بإجراء عدة عمليات جراحية على 12 امرأة من الرقيق، في مستشفى التي أعدها في الفناء الخلفي لمنزله. وقد تم إحضار هؤلاء السيدات بواسطة أسيادهن. وظهرت أسماء عدة نساء مُستعبدات في سجلاته ومنها بيتسي، ولوسي، بالإضافة إلى أناركا، وقد عانين جميعًا من الناسور وخضعن لعدة عمليات تجريبية على يد الطبيب سيمز للعلاج ، حتى أن أناركا قد خضعت لحوالي 30 عملية جراحية مختلفة قبل أن يعلن سيمز نجاحه في علاج هذه الحالة المرضية المعقدة.
لم يستخدم سيمز أي مخدر أثناء إجراءاته على أناركا، بيتسي، ولوسي. وذلك على الرغم من أن التخدير كان قد أصبح متاحًا في تلك الفترة. لكنه ووفقًا لسيمز، لم يكن التخدير مقبولاً تماما في الممارسة الجراحية، بالإضافة لعدم علمه باستخدام العديد من مواد التخدير المتاحة حينها.
بالإضافة إلى ذلك، كان الاعتقاد السائد في المجال الطبي في ذلك الوقت هو أن الأشخاص من أصول أفريقية لا يشعرون بالألم الشديد كغيرهم من ذوي البشرة البيضاء، وبالتالي لم يعبأ الأطباء باستخدام التخدير عند إجراء الجراحات عليهم.
بعد سلسلة من التجارب والمضاعفات واسعة النطاق، وصل سيمز أخيرًا لتقنيته مكتملة النجاح التي قام بنشرها في تقاريره الجراحية عام 1852. وشرع في علاج الناسور لدى عدة نساء مستعبدات أخريات تحت سلطته الطبية. وتوالت زيارات العديد من النساء ذوي البشرة البيضاء إلى سيمز لعلاج الناسور المثاني المهبلي بعد عملياته الناجحة على المريضة أناركا، ولكن لم تستطع أيًا منهن تحمل عملية واحدة كاملة وذلك بسبب الألم الشديد. حتى عام 1849 عندما تمكنت سيدة واحدة ذات بشرة بيضاء من تحمّل إجراءات تم إصلاح ناسورها من قبل سيمز دون استخدام التخدير. وبقدر ما يثير ذلك التعجب والدهشة في الوقت الحالي، إلا أنه يعد استمرارًا لأفكار وسياسات الأطباء والجراحين في منتصف القرن السابع عشر، الذين اعتادوا إجراء جراحاتهم في عصر ما قبل اكتشاف العقاقير المخدرة.
عقب ذلك انتقل سيمس إلى نيويورك لتأسيس مستشفى للنساء، حيث بدأ رسميًا بإجراء العملية على النساء البيض.

## تجاربه لعلاج كزاز المواليد
خلال سنواته الطبية المبكرة، اهتم سيمز بمرض (كزاز المواليد)، وهو شكل من أشكال الكزاز الذي يحدث في حديثي الولادة، وغالبًا ما تنتقل عدواه عن طريق تلوث جرح قطع الحبل السري. وحتى القرن التاسع عشر لم تكن أسباب كزاز المواليد معروفة أو مفهومة، ورغم اعتقاد سيمز بأن النظافة العامة وظروف المعيشة قد تلعب دورا في الإصابة، إلا أنه استمر في الاعتقاد بأن إصابة العديد من أطفال العبيد بهذا المرض يرجع إلى أن الأفارقة المستعبدين كانوا أدنى من الناحية الفكرية والأخلاقية. وقد كتب في هذا السياق:
" كلما كان هناك فقر أو قذارة أو كسل، وكلما تدنت القدرة الفكرية، وغابت المشاعر الأخلاقية والاجتماعية، هنا يمكن أن يحدث المرض. أما الثروة، والفكر، والذكاء، ورقة القلب، فيمكنها نسبيًا أن تقي من ويلات هذا المرض القاتل الذي لا يرحم. ولكن في حالة تعرض هذه الفئة المجتمعية لنفس العوامل المسببة للمرض فإنهم قد يتعرضون لنفس المعاناة."
بالإضافة إلى هذه المعتقدات، اعتقد سيمز أن أحد أسباب كزاز المواليد هو حركة عظام جمجمة الجنين أثناء الولادة المتعسرة. ولعلاج ذلك، استخدم سيمز مثقاب مدبب لثقب عظام جمجمة مواليد النساء المستعبدات لتقليص حجمها. ونتجت هذه التجارب عن معدلات وفيات 100٪. ولم يكتف سيمز بذلك، بل كثيرًا ما كان يلجأ لحفظ وتشريح جثث الأجنة المتوفاة عمليات تشريح الجثث استكمالًا لأبحاثه. وكثيرًا ما ألقى باللوم على أمهات الأجنة المستعبدات، أو القابلات ذوات البشرة السمراء اللاتي ساعدنهن في عملية الولادة.

## الانتقادات الموجهة لتجاربه
وصفت جراحات سيمز التجريبية دون التخدير على النساء الأمريكيات من أصل أفريقي المستعبدات اللاتي لم يؤخذ بموافقتهن أو عدمها منذ أواخر القرن العشرين كمثال على العنصرية في مهنة الطب. مما يسلط الضوء على الاضطهاد العنيف الذي تعرض له السود والفئات الضعيفة في الولايات المتحدة على مر التاريخ.
كما وجهت انتقادات لسيمز مفادها أنه قد استخدم جرعات كبيرة من الأفيون لتسكين آلام المريضات اللواتي خضعن لسلطته، مما أدى لدخولهن في حالات إدمان مما يسر عليه الاستمرار في التحكم فيهن واستكمال تجاربه عليهن. ولكن تشير الأدلة إلى أن استخدام سيمز للأفيون بعد العمليات الجراحية كان مطابقًا للممارسات العلاجية السائدة في عصره، وأن النظام الذي استخدمه كان مدعوما بموافقة من قبل العديد من الجراحين المعاصرين.
علاوة على ذلك، فقد أجرى سيمز تجاربه الجراحية على النساء المستعبدين دون موافقتهن، مع الاكتفاء بأخذ موافقة أسيادهن حسب بعض الانتقادات الموجهة له.
بينما يوضح أحد الأطباء المؤيدين لسيمز أن جراحة الناسور بدون تخدير تتطلب تعاون من المريض، ويستحيل إجراؤها إذا كانت هناك أي مقاومة من المريضة. ويُعتقد بإن النساء اللاتي خضعن لهذه الجراحات كن قد تم تدريبهن للمساعدة في إجراءاتهن الجراحية، كما كن قد أقررن بأنفسهم بالموافقة على الخضوع للجراحة بدافع التخلص من حالاتهن المرضية المستعصية. ويرفض المؤيدون وصف سيمز بالوحشية، فما كانت تجاربه إلا بهدف علاج جميع النساء من معاناتهن. وقد عاش سيمز عاش في مجتمع عنصري يمتلك العبيد ويتحيز ضد الملونين العبيد حتى كان ذلك هو السائد والطبيعي.
وفي سيرته الذاتية، قال سيمز أنه مدين للمرأة المستعبدة. فبعد إحباطه بسبب فشل عدة عمليات جراحية متتالة، وشجعته النساء المستعبدات على المضي قدمًا، لعزمهن وإصرارهن على الشفاء من آلامهن. وكتب في ذلك:
«ًكنت محظوظًا بوجود ثلاث بنات صغيرات ذوات بشرة ملونة تم إهدائهن إلي من قبل أصحابهن في ولاية ألاباما. وسمح لي أصحابهن بالاحتفاظ بهن (على نفقتي الخاصة) حتى أتيقن تمامًا إذا كان من الممكن الشفاء من هذه الحالة الطبية أم لا. وإني لا أوافق على إجراء أي عملية دون موافقة كاملة من المرضى. لأني أرى أن رفض المريض من شأنه أن يعرض حياته للخطر، أو يتسبب في أذىً أكبر.»

## انتقاله إلى نيويورك
انتقل سيمز إلى نيويورك في عام 1853 لعزمه التركيز على أمراض النساء. في عام 1855 أسس مستشفى المرأة، وهو أول مستشفى للنساء في الولايات المتحدة. وبدأ بإجراء العمليات الجراحية على الفقيرات من النساء، وكثيرًا ما أجريت هذه العمليات أمام جمع من طلاب الطب وغيرهم من الأطباء للمشاهدة والتعلّم، كما تم الإبقاء على العديد من المريضات في المستشفى بعد نهاية العمليات لإخضاعهم لإجراءات طبية متكررة.
وفي عام 1861، خلال الحرب الأهلية الأمريكية، انتقل سيمز إلى أوروبا، حيث عمل على علاج العديد من مرضى الناسور في لندن وباريس وأدنبرة ودبلن وبروكسل. وفي عام 1863، تم استدعاؤه لعلاج الإمبراطورة يوجيني من الناسور، مما رسخ شهرته في العالم كجراح ناجح.
بعد أن عاد سيمز إلى الولايات المتحدة، قام برفع أجره داخل عيادته الخاصة، مما جعلها مقصورة على النساء الأثرياء. ثم أصبح معروفًا بعدد من الجراحات التي أكسبته «سمعته المشرفة». وتضمنت هذه الجراحة استئصال المبايض، والبظر. بناءًا على رغبة روج المريضة أو أبوها كعلاج للجنون، والصرع، و «هستيريا السيدات»، والعديد من اضطرابات الأعصاب الأخرى، والتي كان يُعتقد في ذلك الوقت أنها ناجمة عن اضطرابات في الجهاز التناسلي للأنثى. وهو ما ثبت خطؤه الشديد فيما بعد وتوقفت هذه الإجراءات المتوحشة التي لم تكن تحقق أي نتائج علاجية حقيقية، كما تم إزالة تشخيص «هستيريا السيدات» من الدليل التشخيصي والإحصائي للاضطرابات النفسية والعقلية في ثمانينات القرن العشرين.
وفي عام 1871، وقعت مشاجرة بين سيمز ومجلس مستشفى المرأة على قبول مرضى السرطان، والتي كان يؤيدها سيمز ويرفضها المجلس للاعتقاد الخاطيء بأن السرطان مرض معدي، فشارك سيمز في إنشاء مستشفى نيويورك للسرطان، وهو أول مركز متخصص لعلاج السرطان في الولايات المتحدة الأمريكية.

## وفاته
في عام 1880، عانى سيمز من حالة شديدة من حمى التيفويد. ومع ذلك استمر في قيامه بالجراحات. ومن ثم انتقل سيمز إلى مدينة تشارلستون للنقاهة، حتى تعافى في يونيو 1881. ولكنه عاد في سبتمبر 1881، للشكوى من مشاكل في القلب أدت إلى نوبة قلبية في عام 1877. ولجأ سيمز لاستشارة الأطباء بخصوص حالته القلبية غير المعروفة في كل من الولايات المتحدة وأوروبا. وكان قد بدأ في كتابة سيرته الذاتية والتخطيط للعودة إلى أوروبا عندما توفي جراء نوبة قلبية في 13 نوفمبر 1883 في مانهاتن، نيويورك، ودفن في مقبرة غرين-وود في بروكلين بنيويورك.

## الجوائز والتكريم
عُرض تمثال برونزي لسيمز في مرتديًا زيه الجراحي، في حديقة براينت في عام 1894. ثم تم نقله مرتين حتى استقر مقابل أكاديمية نيويورك للطب. وأصبح هذا التمثال مركز الاحتجاج في 19 أغسطس 2017، بسبب التهم الموجهة له لإجراء تجاربه الجراحية على النساء المستعبدات وذوات البشرة السمراء.

## روابط خارجية
- جيمس ماريون سيمز على موقع إن إن دي بي (الإنجليزية)